# Luca Fumagalli
Luca Fumagalli   (Inzago, 29 de maig de 1837 - Milà, 5 de juny de 1908) fou un compositor i pianista italià del període romàntic. Pertanyent a la Fumagalli (família de músics).

## Biografia
Luca era el germà d'Adolfo, Carlo, Disma i Polibio Fumagalli tots músics. Luca va estudiar piano primer amb el seu germà Disma, després amb Antonio Angeleri al Conservatori de Milà, on també va estudiar composició amb Francesco Sangalli (1820-1892). El 1857 va fer la seva primera aparició com a pianista a la sala de concerts del Conservatori de Milà. A principis de 1859, va donar diversos concerts en solitari a París i també hi va treballar com a acompanyant del violinista Luigi Sessa; L'any següent va ser escoltat en concerts a París. Més concerts van seguir a Florència i Bolonya; aquí també es va convertir en membre de la "Società filarmonica". En aquesta primera fase del seu treball, havia predominat òperes parafrasejades en el seu repertori, des de les seves pròpies òperes i les dels seus germans. De 1864 a 1875 va participar en diversos concerts importants de la "Società del quartetto" a Milà. Aquesta empresa va organitzar concursos de composició; Luca fou membre de la comissió aquí el 1864, 1870 i 1871. El 1868 va ser escoltat a Londres i després va donar diversos concerts a Gènova. El 1875 la seva òpera Luigi XI va tenir la seva reeixida estrena a Florència ("Teatro della Pèrgola", 29 de març). Durant una estada temporal a Amèrica el 1879, va fer classes al Conservatori de Filadèlfia, però aviat va tornar a Milà. En els anys següents treballà principalment en composició.

## Personalitat
Després del seu germà Adolfo, Luca Fumagalli va ser el membre més conegut de la família. Les seves nombroses obres de piano són d'estil agradable i d'efecte elegants, i de vegades solen ser més íntimes que brillants. S'uneixen a la revifalla instrumental a Itàlia dels darrers anys del segle. A més de les conegudes transcripcions i paràfrasis de les àries d'òpera, les seves obres inclouen una òpera, Luigi XI (llibret: Carlo d'Ormeville) i composicions de piano originals, com les Crâneries et dettes de coeur: 14 studi fantastici (publicat a Milà el 1900) i una Sinfonia marinaresca ("Simfonia del mar") i altres obres orquestrals. L'editorial de Milà Ricordi va publicar la seva edició de totes les sonates de piano de Beethoven, així com algunes obres de Muzio Clementi i altres compositors.

## Obres

### Obres d'escena
- Luigi XI (llibret: Carlo d'Ormeville), drama líric en 4 actes (Florència 1875)

### Música per a piano
- Fantasies sobre melodies d'òpera de Giuseppe Verdi, Gioachino Rossini, Nicola Vaccai, Gaetano Donizetti i Giacomo Meyerbeer.
- Peces bravura i peces de personatges romàntics, incloses Crâneries et dettes de coeur: 14 studi fantastici op. 96.(Milà 1900)

### Obra orquestral
- Sinfonia marinaresca (Simfonia del mar).

### Edicions
- Publicació de les sonates de piano de Beethoven (Milà 1865).